# Antoine Baudile Rassis
Antoine Baudile Rassis est un homme politique français né le 25 juillet 1769 à Noves (Bouches-du-Rhône) et mort le 2 juillet 1857 au même lieu.

## Biographie
Antoine Baudile Rassis naît le 25 juillet 1769 à Noves. Il est le fils d'Antoine Rassis, greffier, et de son épouse, Jeanne Marie Vachet.
Juge d'instruction à Tarascon, Antoine Baudile Rassis est député des Bouches-du-Rhône en 1815, lors des Cent-Jours.
Il est fait chevalier de la Légion d'honneur par décret du 9 juin 1815 confirmé par ordonnance royale du 28 novembre 1831. 
Il meurt le 2 juillet 1857 à Noves. 

## Sources
- « Antoine Baudile Rassis », dans Adolphe Robert et Gaston Cougny, Dictionnaire des parlementaires français, Edgar Bourloton, 1889-1891 [détail de l’édition]